# Conchoecia indica
Conchoecia indica är en kräftdjursart som beskrevs av James 1974. Conchoecia indica ingår i släktet Conchoecia och familjen Halocyprididae. Inga underarter finns listade i Catalogue of Life.